# Alfambra
Alfambra es un municipio y localidad española de la provincia de Teruel, en la comunidad autónoma de Aragón. El término municipal, ubicado en la comarca de la Comunidad de Teruel, tiene una población de 487 habitantes (INE 2024).

## Toponimia
El topónimo de la localidad proviene del árabe Al Hamra, «la roja», en alusión al intenso color rojo que tienen las arcillas miocenas que afloran en la zona.

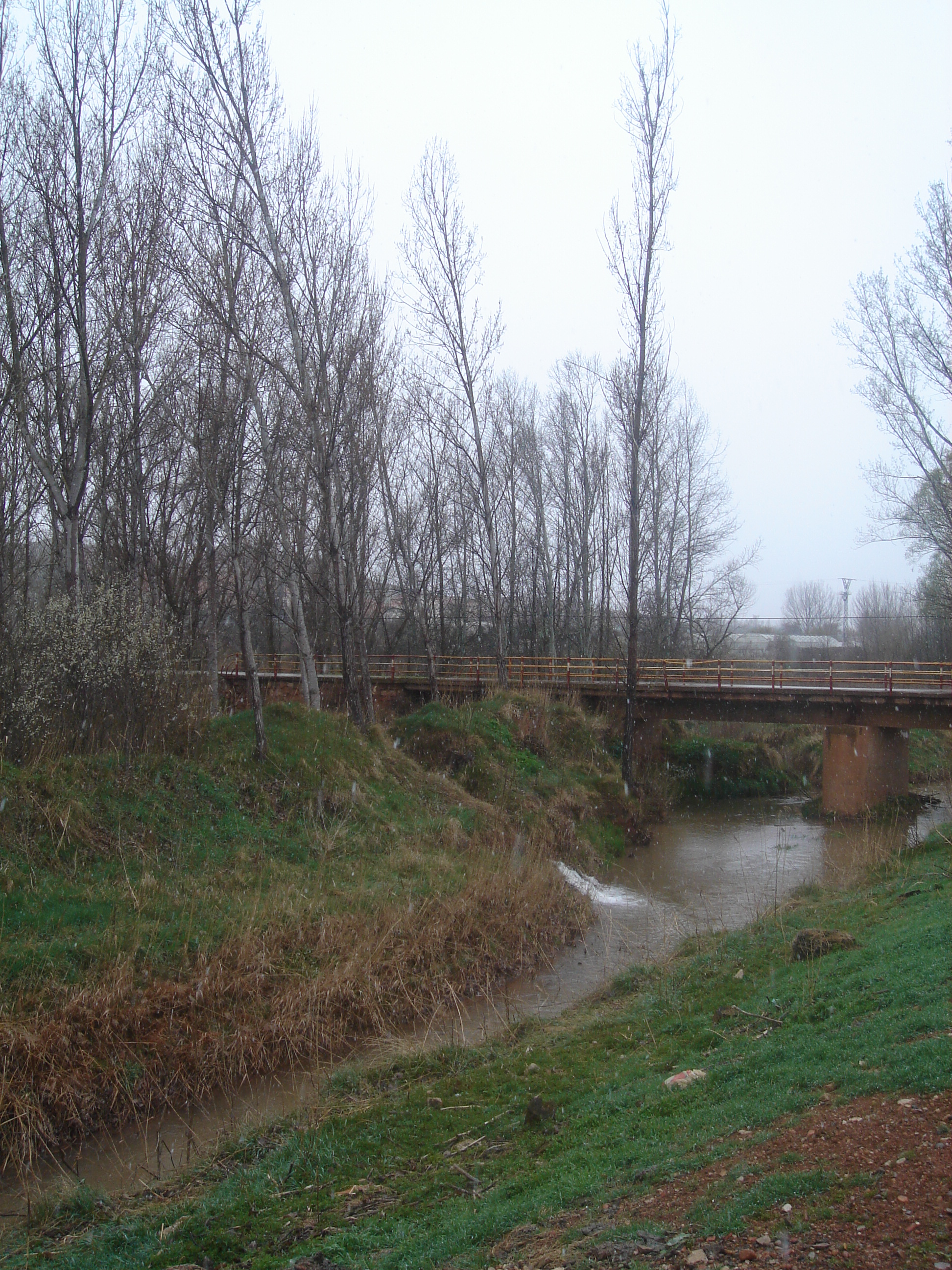
Río Alfambra a su paso por la localidad

Los sedimentos depositados posteriormente han sido desmantelados por la erosión fluvial, quedando únicamente restos de calizas en algunos cerros. El topónimo árabe coincide con el nombre que le dieron los francos en el siglo IX como Villa Rubea, traducción del anterior.

## Geografía
Integrado en la comarca de Comunidad de Teruel, se sitúa a 26 km de la capital provincial. El término municipal, con una extensión de 122,44 km², está atravesado por la carretera nacional N-420, entre los pK 602 y 610, además de por carreteras locales que conectan con Santa Eulalia del Campo y Escorihuela. Es cabecera del valle del río Alfambra, el cual cruza el territorio de norte a sur. Además de por este valle, el relieve del municipio es irregular, con numerosas ramblas y barrancos. La altitud oscila entre los 1312 m al oeste (cerro del Rodal), en la Sierra Palomera, y los 990 m a orillas del río Alfambra. El pueblo se encuentra a 1047 m sobre el nivel del mar. 
| Noroeste: Camañas          | Norte: Perales del Alfambra y Orrios | Nordeste: Orrios   |
| Oeste: Camañas y Celadas   |                                      | Este: Escorihuela  |
| Suroeste: Celadas y Teruel | Sur: Peralejos                       | Sureste: Peralejos |

Su clima es frío en invierno, con una temperatura media anual de 10 °C, y su precipitación anual es de 510 mm.

## Historia
El origen de Alfambra se remonta a la Edad del Bronce, época de la que es el yacimiento de Peña Dorada, en la margen derecha del Alfambra, y el de El Castillo, situado sobre un cerro aislado también en la margen derecha del río.
Durante la dominación musulmana, el territorio se hallaba sometido a los Banu Razin —familia bereber del linaje Hawwara— y de esa época se conoce la existencia de un castillo, probablemente uno de los más importantes del sur de Aragón. Reconquistada por Alfonso II el Casto en 1169, la localidad fue luego cedida en 1174 a la Orden de Monte Gaudio, cuya fundación era reciente en Jerusalén, si bien tuvo su primera sede en Alfambra. Se le asignaron varios castillos —como los de Orrios y Fuentes de Alfambra— a los que el maestre dotó de fueros. En 1196 la orden pasó a ser una encomienda de la Orden del Temple, siendo su primer comendador Guillermo de Peralta. Tras la disolución de los templarios, pasó a depender de la Orden de San Juan.
Entre 1488 y 1495 perteneció a la sobrecullida de Teruel y posteriormente a la vereda de Teruel (1646) y al Corregimiento de Teruel entre 1711 y 1833.
La economía de Alfambra se basaba fundamentalmente en la agricultura y en la ganadería, existiendo cuatro acequias muy antiguas, ya mencionadas en el Fuero. La propiedad comunal debió de ser importante para la prosperidad ganadera; aún hoy, los «Montes Blancos» se reparten en lotes entre los vecinos del municipio. Asimismo, la localidad contó con dos molinos harineros y un horno, propiedad del comendador. En el siglo XVII había un molino batanero, así como una carnicería del concejo, cuya carne provenía del ganado comunal.Alfambra obtuvo el reconocimiento como villa en 1785.
A mediados del siglo XIX, la villa tenía contabilizada una población de. Aparece descritA en el primer volumen del Diccionario geográfico-estadístico-histórico de España y sus posesiones de Ultramar de Pascual Madoz de la siguiente manera:

ALFAMBRA (antiguamente se llamo Alambra): v. con ayunt. de la prov., part. jud., adm. de rent. y dióc. de Teruel (4 leg.), aud. terr. y c. g. de Zaragoza (25 1/2): sit. á la márg. izq. del r. de su nombre en un canal ó valle que forman varios cerros: bátenle principalmente los vientos de E. y O. y goza de un clima saludable. Tiene 296 casas de regular construccion, distribuidas en varias calles que aunque mal alineadas son de buen piso; 1 escuela de primeras letras dotada con los fondos del comun á la que concurre un escaso número de alumnos, y una igl. parr. bajo la advocacion de Sta. Beatriz, servida por un cura, un beneficiado y 5 dependientes: el curato es de primer ascenso y su presentacion coresponde al recibidor de la encomienda de San Juan en virtud del derecho de patronato que á esta asiste: á 1/4 de leg. de dist. en un elevado monte de tierra rojo-arcillosa, se ven las ruinas de un ant. cast. arabesco, en cuyo centro se encuentran los vestigios de su famosa cisterna. Confina el térm. por el N. con el de Camañas, por el E. con el de 
Orrios, por el S. con los de Escorihuela y Peralejos, y por el O. con el de Celadas, estendiéndose por cada uno de los 4 puntos 3/4 de hora poco mas ó menos. El terreno es de muy buena calidad: tiene una hermosa y dilatada vega que constará por lo menos de 8,000 fan. de tierra laborizada: á pesar del abundante riego que disfruta con las aguas del referido r. Alfambra que pasa por las inmediaciones de la v., es de año y vez, o lo que es lo mismo, solo se cosecha un año sin otro: es susceptible de mucha mejora, pero sin embargo de esta perspectiva, su abandono es mas notable cada dia. No hace muchos años que se enajenaron y roturaron dos grandes prados, cuyas yerbas alimentaban un crecido número de ganado yeguar y vacuno, y la falta de los elementos que estos prestaban, y por otra parte la escasez de brazos, son la causa esencial de aquella decadencia: entregados un sinnúmero de hombres robustos al mezquino tráfico de naranjas y limones que del vec. reino de Valencia trasportan á Navarra y Francia, descuidan el cultivo de sus tierras y contentándose con el miserable prod. de aquella triste industria, han reducido al mas lamentable estado una rica vega perfectamente bien sentada, renunciando á las pingües ventajas infinitamente mayores que esta pudiera reportarles con alguna mas aplicacion. Tiene tambien un monte de coscojo, y otro de bellota de 1/2 hora de long. y 1/4 de lat. Prod.: trigo puro comun, cebada, centeno, avena, legumbres, cáñamo, patatas, nabos, hortaliza y frutos, y cria ganado lanar, de cerda, vacuno y caballar. Pobl. 181 vec. 584 alm.: cap. imp.: 81,672 rs.: contr. 28,554 rs. 5 mrs. yn. Por las graduaciones de Ptolomeo parece corresponder á esta pobl. la antigua Damania; pero esta c. pertenecia á la region de los edetanos, y Alfambra se encuentra enclavada en terreno conocidamente celtibero.
(Madoz, 1845, p. 532)

### Guerra civil
Otro episodio importante en la historia de la villa tuvo lugar durante la Guerra Civil, en la denominada batalla de Alfambra. Dentro de la estrategia global para la recuperación de Teruel por parte del ejército de Franco —las tropas republicanas habían tomado la ciudad el 7 de enero de 1938—, era fundamental el dominio de la cuenca del río Alfambra, con el fin de envolver Teruel y anular sus condiciones defensivas.
La batalla, retrasada por la nula visibilidad durante 48 horas, tuvo lugar del 5 al 8 de febrero de 1938. Las tropas republicanas de Líster fueron atacadas, flanqueando sierra Palomera entre Perales y Alfambra, por la caballería de Monasterio, el cuerpo de Cuerpo de Ejército Marroquí de Yagüe y los efectivos de Aranda, en total catorce divisiones. Las tropas de Franco consiguieron cerrar la «bolsa del Alfambra», dejando en una situación sumamente complicada al XIII Cuerpo del Ejército Republicano, que intentaba conservar sus posiciones en sierra Palomera y Alfambra. Antes del día 10, las unidades del XIII Cuerpo del Ejército quedaron absolutamente inservibles y sierra Palomera pasó a ser ocupada por el ejército de Franco, así como la propia Alfambra. Con esta maniobra, que apenas encontró resistencia por el ejército republicano, la batalla de Teruel cambió de signo, lo que a la postre conllevó la toma de la capital por el ejército de Franco el 22 de febrero.

## Demografía
Alfambra cuenta con una población de 487 habitantes (INE 2024).
| Gráfica de evolución demográfica de Alfambra entre 1842 y 2021 |
| |
| Población de derecho según los censos de población del INE Población de hecho según los censos de población del INEEntre el censo de 1981 y el anterior, crece el término del municipio porque incorpora a 44175 (Orrios) Entre el censo de 1991 y el anterior, disminuye el término del municipio porque independiza a 44175 (Orrios) |

La población del municipio aumentó en la primera mitad de siglo XX de 1335 a 1516 habitantes —con el paréntesis de la Guerra Civil—, para descender luego a 1140 en 1970 por la emigración a Zaragoza y al Levante español. En 2020 la población de Alfambra era de 482 habitantes.

## Economía
Aunque agricultura y ganadería fueron durante muchos años la principal fuente de ingresos del municipio, actualmente la industria es un sector en auge, proporcionando la mayor parte de los ingresos económicos.
La actividad agraria giraba en torno a productos de secano como los cereales, sin olvidar la importancia de la remolacha azucarera. Antiguamente se cultivaba también el viñedo. La vega de Alfambra era famosa por su producción de remolacha pero, tras la desaparición de la azucarera de Santa Eulalia y dado el escaso caudal del Alfambra, se están imponiendo plantaciones de chopos y otras especies que necesitan menor cantidad de agua. En cuanto al regadío, el cultivo más importante era la remolacha, junto con las patatas y las hortalizas; la producción se destinaba al consumo propio y al comercio local.
El turismo comenzó su desarrollo en el año 2000 con varias actuaciones del ayuntamiento y diversas asociaciones locales con el desarrollo del Mirador del Puente de la Venta y la escultura El Sueño, el Museo de la Remolacha Azucarera en 2002, varias obras arqueológicas y de restauración en el castillo, la recreación medieval histórica denominada La Subida a la Encomienda, 2005 o la ermita de Santa Ana con su espectacular conjunto mural en 2007.
El sector industrial tiene su base en el polígono industrial de la localidad, actualmente en período de ampliación.

## Administración y política

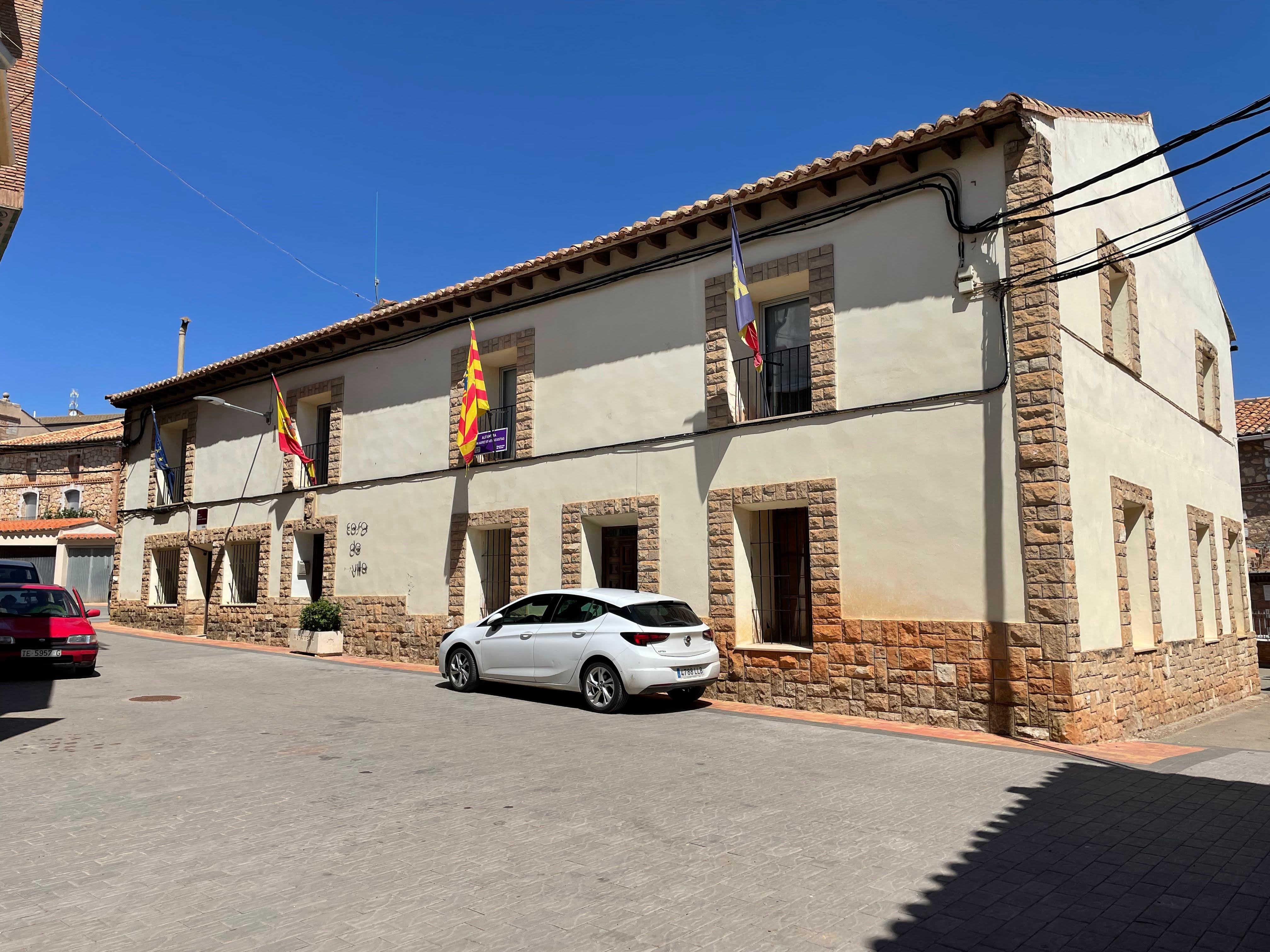
Ayuntamiento de Alfambra

| Periodo   | Nombre                       | Partido | Partido                                            |
| --------- | ---------------------------- | ------- | -------------------------------------------------- |
| 1979-1983 | Joaquín Escusa Fuertes       |         | Unión de Centro Democrático (UCD)                  |
| 1983-1987 | Pedro José Escusa Minguijón  |         | Alianza Popular (AP)                               |
| 1987-1991 | Recaredo Alegre Hernández    |         | Partido de los Socialistas de Aragón (PSOE-Aragón) |
| 1991-2011 | Amador Villamón Martínez     |         | Partido Aragonés (PAR)                             |
| 2011-2019 | Francisco Abril Galve        |         | Partido Aragonés (PAR)                             |
| 2019-2023 | Carlos Abril Fuertes         |         | Partido de los Socialistas de Aragón (PSOE-Aragón) |
| 2023-2027 | José Manuel Monferrer Crespo |         | Partido Popular de Aragón (PP)                     |

| Partido político    | Partido político                                   | 2003   | 2007   | 2011   | 2015   | 2019   | 2023   |
| Partido político    | Partido político                                   | Ediles | Ediles | Ediles | Ediles | Ediles | Ediles |
|                     | Partido Popular de Aragón (PP)                     | 2      | 1      | 1      | 1      | 1      | 2      |
|                     | Partido de los Socialistas de Aragón (PSOE-Aragón) | 1      | 2      | 1      | 2      | 3      | 2      |
|                     | Coalición Existe                                   | —      | —      | —      | —      | —      | 2      |
|                     | Vox                                                | —      | —      | —      | —      | —      | 1      |
|                     | Ciudadanos (CS)                                    | —      | —      | —      | —      | 1      | —      |
|                     | Partido Aragonés (PAR)                             | 4      | 4      | 3      | 4      | 2      | 0      |
|                     | Compromiso con Aragón (CA)                         | —      | —      | 2      | —      | —      | —      |
| Total de concejales | Total de concejales                                | 7      | 7      | 7      | 7      | 7      | 7      |

## Patrimonio

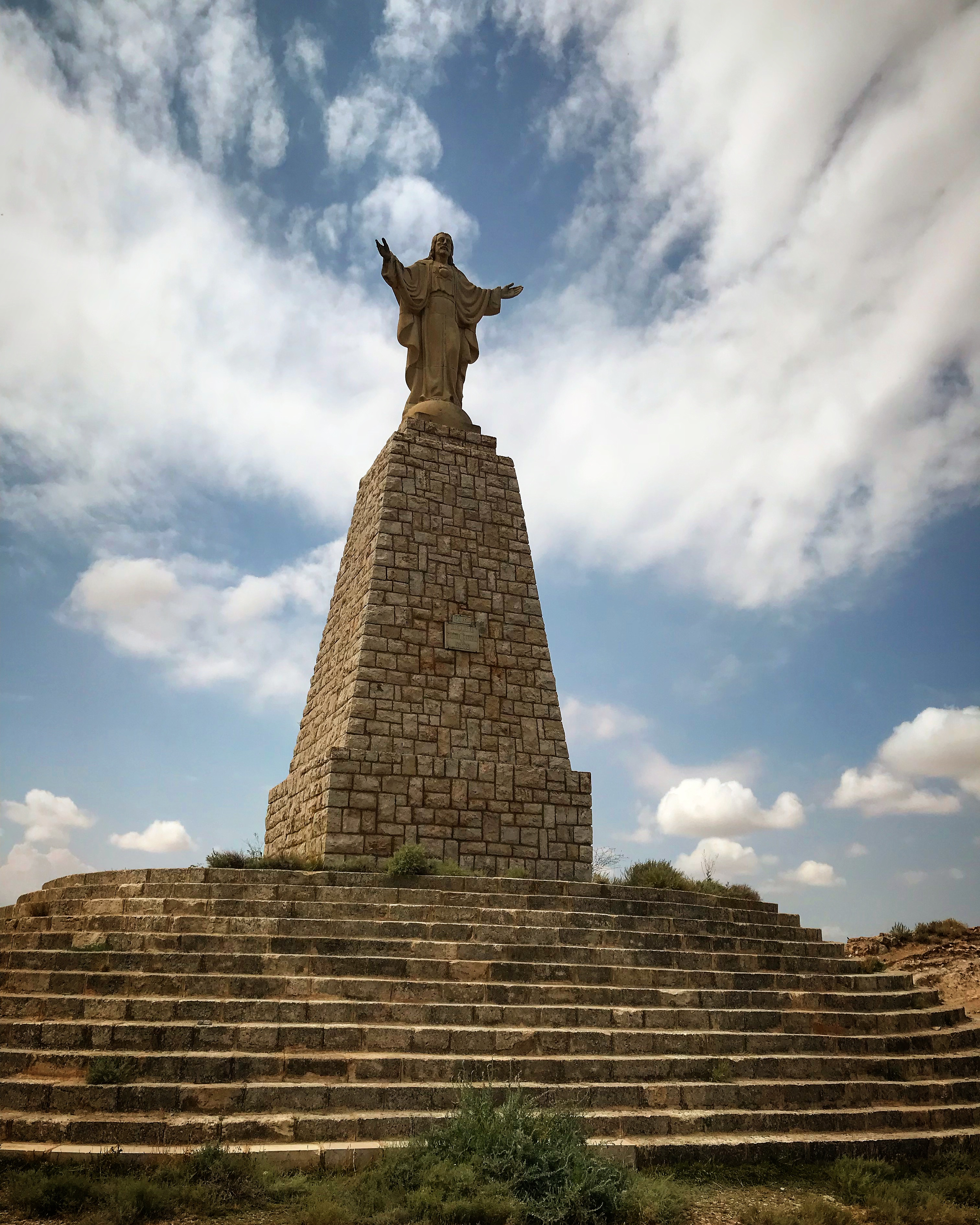
Vista del Cristo de Alfambra

### Arquitectura religiosa
La iglesia de Nuestra Señora de la Asunción es un templo del siglo XVII. Consta de una única nave de cuatro tramos más coro, con capillas laterales entre los contrafuertes y cubierta con bóveda de medio cañón con lunetos. Despunta su torre, de cuatro cuerpos. Su interior alberga un hermoso relicario de Santa Beatriz.
Mucho más moderna es la escultura del Sagrado Corazón de Jesús, inaugurada en 1956. Realizada en piedra, es obra de Antonio Rodríguez y tiene una altura, desde la base, de 25 m.
Otro espacio de interés lo conforma la Ermita de Santa Ana, donde recientemente se ha descubierto un conjunto mural gótico del siglo XV con la representación del donante, Juan Fernández de Heredia VII donante, una «Última Cena» de grandes dimensiones y un San Jorge salvando a la princesa, también de estilo gótico, además de varios trampantojos y una cruz de Malta en estilo barroco. Una segunda ermita, la de San Juan Bautista, es una construcción barroca del siglo XVIII. Realizada en mampostería y sillería, se encuentra a un km aproximadamente del casco urbano.

### Arquitectura civil

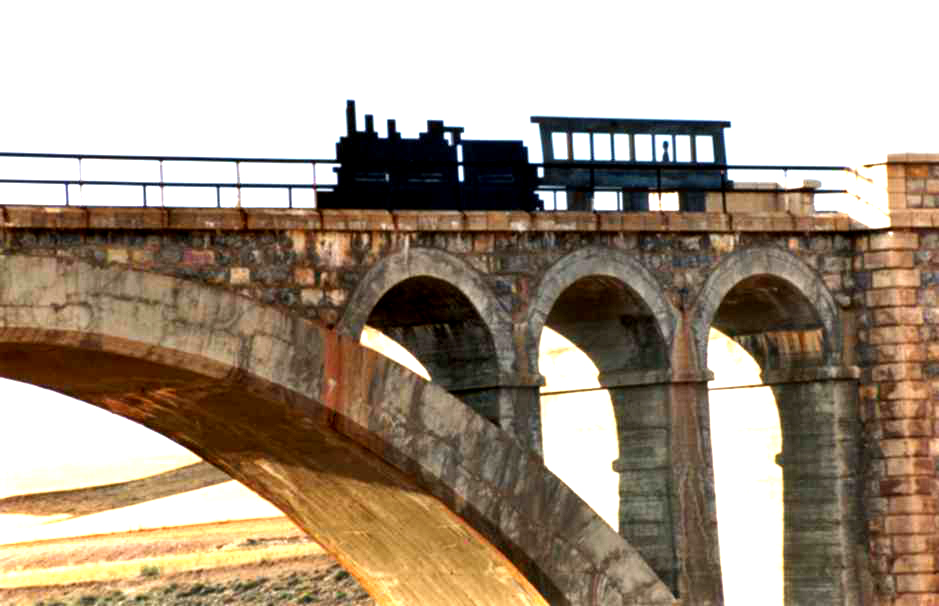
Escultura El Sueño, obra de Juan José Barragán.

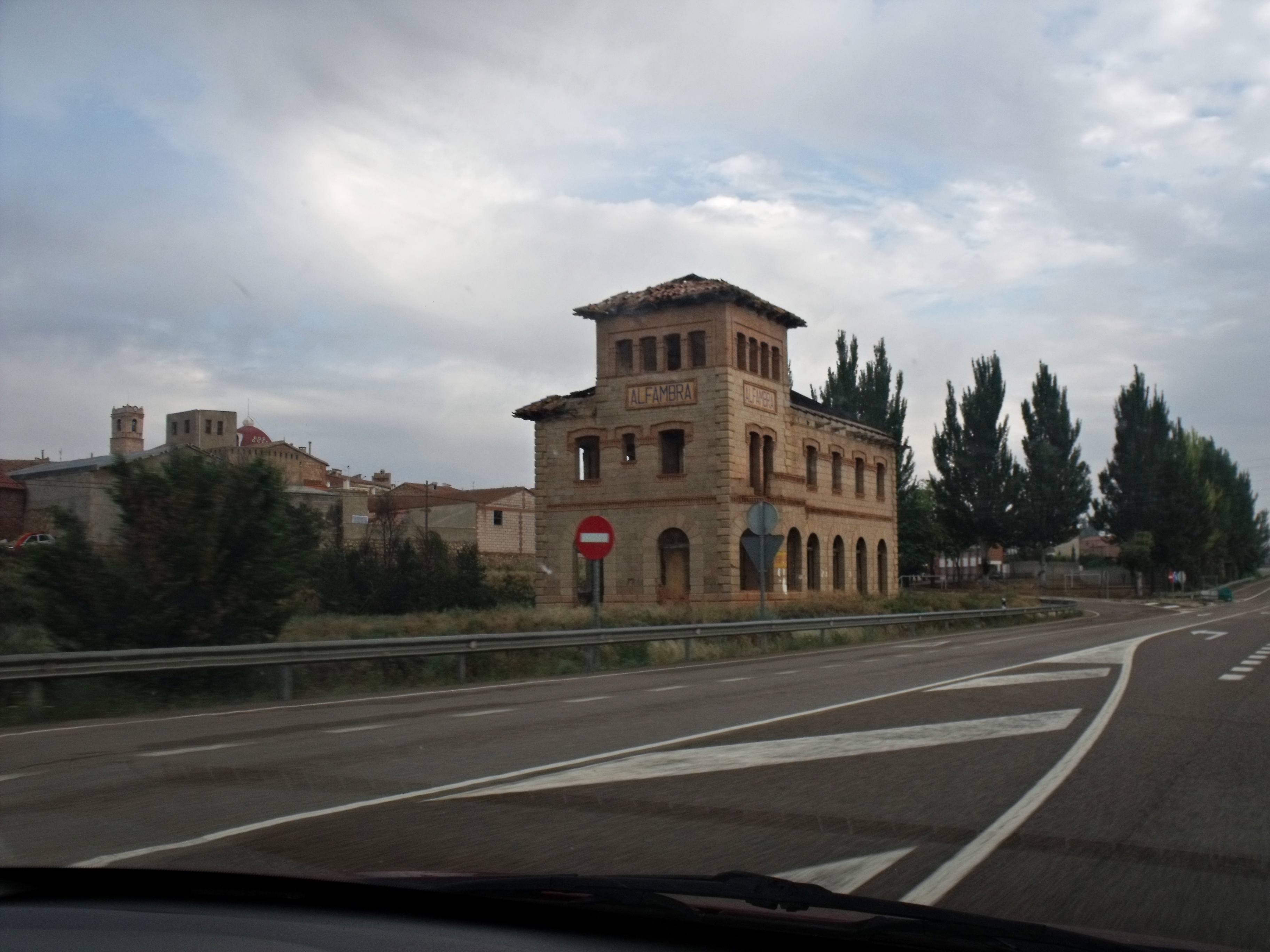
Estación del ferrocarril nunca acabada

En el casco urbano existen interesantes muestras de arquitectura civil, como el Palacio de Doña Ricarda Gonzalo de Liria y Blesa, de estilo renacentista.
Los restos del castillo de Alfambra —anterior a 1169 pero sin conocerse exactamente sus orígenes—, con su excavación arqueológica, constituyen otro espacio de interés, al tiempo que sirven de magnífico mirador sobre Alfambra y el valle donde se asienta. Otro mirador de la villa, desde el Puente de la Venta, presenta una mesa de interpretación del municipio, además de una escultura visitable titulada «El Sueño», sobre los restos de la antigua vía del tren (1928) que nunca llegó a funcionar.
Otros recursos de Alfambra son un elevado número de edificios modernistas, así como los restos de la Guerra Civil en sus inmediaciones.

### Patrimonio cultural
Un espacio de gran interés es el Museo de la Remolacha Azucarera (MUREA), museo monográfico único en el mundo sobre la remolacha, cultivo de gran importancia en la localidad durante buena parte del pasado siglo XX. Incluye una colección permanente de útiles, aperos y maquinaria relacionados con su cultivo y explotación industrial. Está ubicado en un antiguo lavadero de estilo modernista.
Desde 2007, Alfambra cuenta con un curioso reloj analemático —tipo de reloj solar—, situado en las inmediaciones de la ermita de Santa Ana. Es uno de los pocos de estas características existentes en España.

### Patrimonio natural
Por último, el río Alfambra, que discurre a escasos metros del casco urbano, constituye el principal recurso ambiental de la localidad. Recientemente, la Confederación Hidrográfica del Júcar ha habilitado diversos itinerarios senderistas en el entorno del río.

## Fiestas
- La Subida a la Encomienda es un acto festivo que tiene lugar la madrugada del Sábado Santo, constituyendo una de las principales festividades de la villa, desde que se inició en 2005. Se recrean diferentes hechos históricos como la importancia jurídica del castillo, el pago de censos y otros impuestos, las correcciones del Fuero o el nombramiento de jueces por un año. Los alfambrinos —ataviados con trajes de época y provistos de antorchas— representan la subida al castillo, rememorando la época en que sus vidas se hallaban regidas por el comendador, quien desarrollaba su mandato desde el castillo.[18]
- El 24 de junio, festividad de San Juan Apóstol, se celebra la romería a la ermita de San Juan. Por la mañana se sale en procesión desde la iglesia a la ermita, donde tiene lugar una misa. A su conclusión, se ofrece a los asistentes chocolate caliente, pastas, bizcocho y moscatel en las inmediaciones del templo.
- En torno al 3 y 4 de julio, Alfambra celebra sus fiestas patronales en honor de Santa Beatriz y San Simplicio. Las fiestas compaginan actos de carácter religioso con actividades lúdicas como suelta de vaquillas, «toros de fuego» o verbenas.
- En torno al 15 de agosto tienen lugar las fiestas en honor a la Virgen de la Asunción y a San Roque.